# Lelis-Syndrom
Das Lelis-Syndrom ist eine sehr seltene angeborene Erkrankung mit einer Kombination von Ektodermaler Dysplasie (Hypotrichose und Hypohidrose) und Acanthosis nigricans.
Die Erstbeschreibung stammt aus dem Jahre 1992 durch den litauischen Arzt Jonas Lelis (1914–2011).

## Verbreitung
Die Häufigkeit wird mit unter 1 zu 1.000.000 angegeben, bislang wurde nur über wenige Betroffene berichtet. Die Vererbung erfolgt autosomal-rezessiv.

## Ursache
Der Erkrankung liegen möglicherweise Mutationen im EDA-Gen auf dem X-Chromosom Genort q13.1 zugrunde.

## Klinische Erscheinungen
Klinische Kriterien sind:
- Manifestation in jedem Alter
- Hypotrichose, Xerodermie,  Hypohidrose sowie Dystrophie der Zähne
- Lingua plicata
- Acanthosis nigricans

Hinzu können Palmo-plantare Hyperkeratose, umschriebene Hyperpigmentierung um Mund und Augen, Nageldystrophie, Geistige Behinderung und Hypodontie kommen.

## Diagnose
Die Diagnose ergibt sich aus der Kombination klinischer Befunde.

## Therapie
Die Behandlung kann mit Acitretin oder anderen Retinoiden erfolgen.